# Cinéma gore

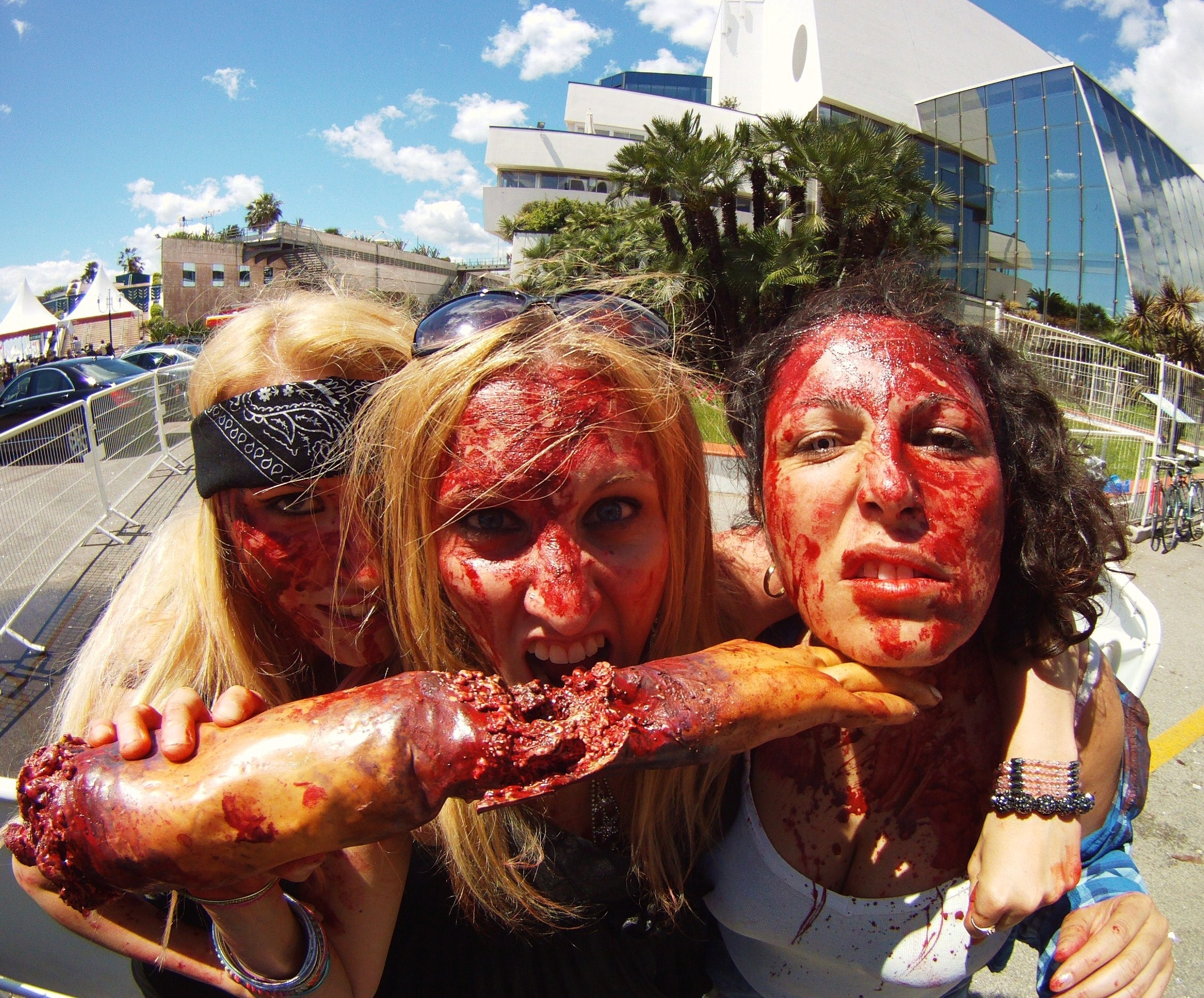
Participantes à une zombie walk avec des maquillages gore, pendant le festival de Cannes 2013.

Le gore est un sous-genre cinématographique du cinéma d'horreur, caractérisé par des scènes extrêmement sanglantes et très explicites dont l'objectif est d'inspirer au spectateur le dégoût, la peur, le divertissement ou le rire.

## Origine du terme
L’orthographe du mot gore telle que nous la connaissons actuellement remonterait au XIIe siècle. Diverses étymologies du mot sont proposées selon les langues :
- en ancien anglais gor désigne la saleté ;
- en ancien allemand gyre désigne la même chose ;
- en ancien islandais gor désigne une substance visqueuse ;
- en ancien hollandais goor désigne dégoûtant, miteux, minable ;
- en anglais moderne, le mot gore désigne le sang.

## Origines du cinéma gore
Le cinéma gore tire ses racines esthétiques du théâtre du Grand-Guignol, qui présentait des spectacles sanglants et réalistes. En 1908, le Grand Guignol débarque en Angleterre, mais en raison de la plus grande censure de l'art en Grande-Bretagne, il privilégie un ton plus gothique et moins sanglant que son modèle.
La première apparition de mutilation réaliste du corps humain dans le cinéma remonte vraisemblablement à Intolérance de D. W. Griffith (1916), qui comporte plusieurs scènes grand-guignolesques tels que  deux décapitations à l'écran ou qu'une lance pénétrant lentement l'abdomen nu d'un soldat, le sang s'écoulant abondamment de la blessure. Par la suite, Griffith et son contemporain Cecil B. DeMille mirent en scène des carnages réalistes.
Au début des années 1920, un certain nombre de scandales très médiatisés, tel celui de l'affaire Roscoe Arbuckle, secouèrent Hollywood. Il fut alors décidé que le cinéma devait prôner la décence. À cet effet, un  code de production, le Code Hays, fixant ce qui pouvait être montré à l'écran fut créé. Ce code censura, entre autres, le gore et il fallut attendre presque cinquante ans avant que sang et carnage ne fassent leurs réapparitions.
Dans le cinéma, le gore est lié au genre créé par l'Américain Herschell Gordon Lewis « le père du gore » en 1963,  dont les films Blood Feast et 2000 Maniacs sont les plus connus. Dans une lettre envoyée à Jean-Claude Romer, alors rédacteur en chef du magazine Midi-Minuit fantastique, le producteur du film David F. Friedman décrit Blood Feast comme « le premier film américain blood and gore ». Herschell Gordon Lewis est depuis considéré comme le père du cinéma gore. L'engouement populaire pour le film permet l'essor du genre.
Dès les années 1970, le terme gore est utilisé pour désigner ce sous-genre du cinéma d'horreur. 
Un grand nombre de films peuvent être classés gore dans les années 1970 et 1980. On peut même considérer cette époque comme l'âge d'or du gore. Les Italiens se démarquent particulièrement avec des réalisateurs tels que Lucio Fulci (L'Au-delà), Ruggero Deodato (Cannibal Holocaust) et Umberto Lenzi (Cannibal Ferox).

## Caractérisation du cinéma gore
Le gore est un genre de cinéma d'horreur très basique en termes de violence, et particulièrement explicite.  Il se caractérise par des effusions de sang sans limite : membres arrachés, corps éviscérés…  Rien n'est suggéré, tout est montré. On peut toutefois distinguer deux types de films gore :

### Les films gore «sérieux»
Les films gore « sérieux » ont pour but premier de choquer le spectateur, de le dégoûter de ce qu'il voit à l'écran, de l'inciter à se questionner sur le film.  Ils sont parfois de type slasher, mais poussant la violence jusqu'à ses derniers retranchements. Contrairement à un film comme Vendredi 13, qui ne montre que très brièvement les effets de l'attaque du meurtrier sur la victime et où le but est avant tout la peur, le film gore s'attarde sur la blessure jusqu'à montrer des scènes de torture ou de mutilation des corps en gros plan, la violence des films étant égale au sadisme des bourreaux.
On observe d'ailleurs souvent une inversion des rôles dans les films gore « sérieux » : les spectateurs peuvent en effet s'identifier au personnage qui commet les atrocités car il s'agit souvent d'un être humain comme lui, parfois avec des raisons de tuer (comme un traumatisme d'enfance, ou une haine profonde envers l'être humain), poussant le spectateur à se demander si lui aussi, il aurait agi ainsi, autant à la place des victimes qu'à celle du tueur.
D'après l'ethnologue québécoise Martine Roberge du département d'histoire de l'université Laval à Québec, le gore des films d'horreur « […] est une manifestation parmi tant d'autres de la violence ambiante, tant dans la fiction que dans la vraie vie ». Les films gore utilisent un scénario souvent mince, une histoire peu crédible, des personnages « typés à outrance » et beaucoup de sang. Selon elle, la « transcription symbolique et allégorique de sentiments barbares des films d'horreur a ceci de bon […] qu'elle nous incite à réfléchir sur nos propres agissements. Apprivoisant nos démons intérieurs, [ces films] nous troublent et nous fascinent tout à la fois. Ils nous aident à régler nos conflits et passer à travers notre propre vie, dont nous sommes nécessairement les héros. »

### Les films gore «comiques» (ou parodiques)
Contrairement aux films gore « sérieux », les films gore comiques ne veulent pas forcément choquer. Au contraire, ils souhaitent banaliser les morts « au cinéma » en usant d'humour noir et de burlesque pour faire rire les gens aux dépens de personnages se faisant massacrer. La plupart de ces films usent des clichés inhérents aux films d'horreur, ou d'autres genres, en jouant sur l'héroïsme exagéré (ou carrément absent) du personnage principal et/ou en exagérant les traits classiques du méchant, lui donnant un but ridicule et des attributs caricaturaux. Nombre des films de ce genre sont volontairement mal réalisés, usant d'effets spéciaux grotesques et dépassés pour susciter le ridicule. Parmi les réalisateurs adeptes de ce genre, Lloyd Kaufman, patron de la Troma, s'est fait spécialiste des films burlesques mais gores, comme The Toxic Avenger (1985). Braindead de Peter Jackson (1992) est le film ayant nécessité le plus de faux sang (jusqu'en 2010 où il sera battu par Piranha 3D) : il comporte des scènes grotesques avec des effusions de sang exagérées et très peu réalistes.

## Autres genres de films comportant des scènes gores
Certains films comportent seulement quelques scènes gores. Il s'agit le plus souvent de films d'action où le gore représente le réalisme de la guerre ou des fusillades (par exemple dans  John Rambo), au contraire des films d'actions tout public où les morts sont banalisées en de simples corps inertes. Il peut s'agir aussi de films comme RoboCop, A History of Violence ou encore Audition, où la violence des scènes est utile pour montrer la souffrance des personnages et/ou la violence des actes, des vengeances. Dans tous les cas,[réf. souhaitée] les scènes gores dans d'autres films ont le même but que dans les films gore dit « sérieux » : choquer le spectateur, et le confronter à la réalité des faits de la manière la plus brutale.

## Liste de films à caractère gore
Voir : Catégorie:Film gore
Quelques maîtres du cinéma gore (où qui ont réalisé des films gores majeurs) : Quentin Tarantino, Lucio Fulci, Jesús Franco, Joe D'Amato, George A. Romero, Herschell Gordon Lewis, Brian Yuzna, Peter Jackson, Heiko Fipper, Andreas Schnaas, Umberto Lenzi, Alexandre Aja, Takashi Miike, Sam Raimi, Lucifer Valentine… 
- 100 tears
- 2000 maniaques et son remake 2001 Maniacs
- Abomination
- À l'intérieur
- Anger of the Dead
- A Serbian Film
- Anthropophagous 2000
- Antropophagus
- August Underground (en) et ses suites, August Underground's Mordum (en) et August Underground's Penance (en)
- Baby Blood
- Bad Taste
- Battle Royal de Kinji Fukasaku
- Black Past (en)
- Black Sheep
- Bloardinghouse
- Blood Feast
- Blood Sisters
- Bloody Toons
- Bloody Moon
- Blue Holocaust (Buio Omega)
- Bone Sickness
- Braindead ( Dead Alive)
- Cabin Fever
- Camp 731
- Cannibales ! (en)
- Cannibal Ferox
- Cannibal Holocaust
- Carnage
- Carver (film) (en)
- Chair pour Frankenstein
- Colour From the Dark (it)
- Color Me Blood Red
- Corpse
- Cradle of Fear
- Cruel Restaurant (it)
- Dard Divorce (en)
- Das Komabrutale Duell
- Deadgirl
- Dead Games
- Death factory
- Demon terror
- Détour mortel 1 , 2 , 3 , 4
- Destination finale 1, 2, 3, 4, 5
- Don't Go In The Woods
- Don't Open Till Christmas
- Evil (To Kako)
- Evil Clutch
- Evil Dead (ou L'Opéra de la terreur)
- Evil Dead
- Exitus interruptus
- Faces of Death
- Faces of Death II
- Faces of Gore
- Faces of Gore 2
- Fantom Kiler
- Fantom Kiler 2
- Fantom kiler 3
- Family Portraits
- Fearmakers
- Final Exam
- FleshEater
- Frayeurs (Paura nella città dei morti viventi)
- Frère de sang (Basket Case)
- Frissons
- Furie
- Frontière(s)
- Game of survival
- Girls school screamers
- The Gore Gore Girls
- Grave
- Grindhouse Planète Terreur (Planet Terror)
- Grotesque
- Guinea Pig : Devil's Experiment
- Guinea Pig 2 : Flowers Of Flesh And Blood
- Guinea Pig 3 : He Never Dies
- Guinea Pig 4 : Mermaid In A Manhole
- Guinea Pig 5 : Android Of Notre Dame
- Guinea Pig 6 : Devil Doctor Woman
- Gutterballs
- Haute Tension
- Hard Gore
- Heartstopper
- Hémoglobine
- Horribilis
- Horrible
- Hostel et sa suite
- I Drink Your Blood
- Œil pour œil (Day of the Woman / I Spit On Your Grave)
- Junk
- Juvenile Crime
- Kidnappés
- Killer Barbys
- Killer Crocodile
- La colline a des yeux 1 et 2 et leurs remakes La colline a des yeux (film, 2006)
- La Maison de cire
- La Nuit des morts-vivants et ses suites, officielles ou non, ainsi que les remakes des différents opus de la série.
- La Secte des cannibales
- La Terreur des zombies (Zombie Holocaust)
- L'Au-delà (E tu vivrai nel terrore! L'aldila)
- L'Emprise des ténèbres
- Le Couvent (The convent)
- Luther the Geek
- Machete
- Mad Mutilator
- Maleficia
- Maniac
- Martyrs
- Massacre à la tronçonneuse 2
- Midnight Meat Train
- Nekromantik et sa suite
- Night of the Demons et ses suites
- No One Lives
- Ostermontag
- Ozone
- Paintball
- Phantoms
- Philosophy of a Knife
- Plaga Zombie : Zona Mutante
- Poultrygeist: Night of the Chicken Dead
- Psycho sisters
- Premutos
- REC 1, 2 et 3
- Re-Animator
- Rossa Venezia
- Le Sadique à la tronçonneuse
- Salò ou les 120 Journées de Sodome
- Santa sangre de Alejandro Jodorowsky en 1989
- Savage Streets
- Saw, Saw 2, Saw 3, Saw 4, Saw 5, Saw 6, Saw 7, Saw : L'héritage, Spirale : L'Héritage de Saw
- Scalps
- Scar[Lequel ?]
- Scrapbook[Lequel ?]
- Sexandroïde
- Slaughter Disc
- Slaughter High
- Slime city
- Snuff 102
- Sœurs de sang
- Street Trash
- Tears of Kali
- Teeth
- Terrifier
- Terrifier 2
- Terrifier 3
- The Abomination
- The Boogey Man
- The Bunny Game
- The Burning Moon
- The Butcher
- The Collector
- The Descent
- The Great American Snuff Film et sa suite
- The Green Elephant
- The Green Inferno
- The Human Centipede (et ses suites)
- The Necro Files
- The Necro Files 2
- The Machine Girl
- The Prison Island Massacre
- The Shunned House
- The Toxic Avenger et ses suites
- The Tripper
- The Witch's Sabbath
- Timber Falls
- Train
- Trash of Death
- Tumbling Doll of Flesh (Niku Daruma)
- Turbo Kid
- Undead
- Unknown beyond
- Unhinged
- Violent Shit et ses suites
- Vendredi 13
- Witchboard
- Witchboard 2: The Devil's Doorway
- Yummy
- Zombie Bloodbath
- Zombie Bloodbath 2: Rage of the Undead
- Zombie Bloodbath 3:Zombie Armageddon
- Zombie Cult Massacre
- Zombies ! Zombies ! Zombies !